# Epichnopterix venetiana
Epichnopterix venetiana är en fjärilsart som beskrevs av Meier 1964. Epichnopterix venetiana ingår i släktet Epichnopterix och familjen säckspinnare. Inga underarter finns listade i Catalogue of Life.